# Jeremy Sochan
Jeremy Juliusz Sochan (* 20. Mai 2003 in Guymon) ist ein US-amerikanisch-polnischer Basketballspieler.

## Werdegang
Sochan lebte ab dem dritten Lebensjahr in England und wuchs in Southampton sowie Milton Keynes auf. Seine Mutter war zeitweise die Trainerin der Basketball-Mannschaft, in der Sochan als Kind spielte. Sochan spielte in England Basketball für die Solent Kestrels, den Milton Keynes Basketball Club und die Mannschaft des Itchen College. Sochan war als Jugendlicher ebenfalls als Fußballtorwart sportlich tätig, ehe er sich vollständig dem Basketballsport widmete.
2019 ging Sochan in sein Geburtsland, die Vereinigten Staaten, zurück und spielte in der Saison 2019/20 für die La Lumiere High School im Bundesstaat Indiana. Im Sommer 2020 entschloss er sich, nach Deutschland an die dem Bundesligisten Ratiopharm Ulm angeschlossene OrangeAcademy zu wechseln. Aufgrund der Covid-19-Pandemie wollte er näher bei seiner in England lebenden Familie sein, sich des Weiteren aber auch die Möglichkeit bewahren, später in den Vereinigten Staaten auf Hochschulebene zu spielen. In Ulm bestritt Sochan während der Saison 2020/21 insgesamt 22 Spiele in der 2. Bundesliga ProB und kam dabei auf Mittelwerte von 9,4 Punkte sowie 3,7 Rebounds je Begegnung.
In der Saison 2021/22 gehörte Sochan der Hochschulmannschaft der Baylor University im US-Bundesstaat Texas an, wurde in 30 Spielen eingesetzt und brachte es auf durchschnittlich 9,2 Punkte sowie 6,4 Rebounds je Begegnung. Anschließend wechselte er ins Profigeschäft und wurde im Juni 2022 von den San Antonio Spurs im NBA-Draftverfahren ausgewählt.

### Nationalmannschaft
Sochan war zunächst englischer, dann polnischer Jugendnationalspieler. Im Februar 2021 gab er seinen Einstand in der polnischen A-Nationalmannschaft und wurde damit der jüngste Spieler, der jemals in der Auswahl zum Einsatz kam.

### Persönliches
Sochans aus Polen stammende Mutter Aneta war Basketballspielerin bei Polonia Warschau sowie in den Vereinigten Staaten am East Central College und an der Oklahoma Panhandle State University. Sein Vater war der US-Amerikaner Ryan Williams, der Basketball an der Midwest City High School in Oklahoma, an der Oklahoma Panhandle State University sowie als Profi in Frankreich und England spielte und 2017 bei einem Verkehrsunfall ums Leben kam.

## Karriere-Statistiken
| Legende | Legende                                        | Legende | Legende                                                     | Legende | Legende                                          |
| ------- | ---------------------------------------------- | ------- | ----------------------------------------------------------- | ------- | ------------------------------------------------ |
| GP      | Absolvierte Spiele (Games played)              | GS      | Spiele von Beginn an (Games started)                        | MPG     | Absolvierte Minuten pro Spiel (Minutes per game) |
| FG %    | Wurfquote aus dem Feld (Field-goal percentage) | 3P %    | Wurfquote Drei-Punkte-Würfe (3-point field-goal percentage) | FT %    | Freiwurfquote (Free-throw percentage)            |
| RPG     | Rebounds pro Spiel (Rebounds per game)         | APG     | Assists pro Spiel (Assists per game)                        | SPG     | Steals pro Spiel (Steals per game)               |
| BPG     | Blocks pro Spiel (Blocks per game)             | PPG     | Punkte pro Spiel (Points per game)                          | FETT    | Karriere-Bestmarke                               |

### NBA

#### Hauptrunde
| Saison  | Team        | GP  | GS  | MPG  | FG % | 3P % | FT % | RPG | APG | SPG | BPG | PPG  |
| ------- | ----------- | --- | --- | ---- | ---- | ---- | ---- | --- | --- | --- | --- | ---- |
| 2022–23 | San Antonio | 56  | 53  | 26.0 | .453 | .246 | .698 | 5.3 | 2.5 | 0.8 | 0.4 | 11.0 |
| 2023–24 | San Antonio | 74  | 73  | 29.6 | .438 | .308 | .771 | 6.4 | 3.4 | 0.8 | 0.5 | 11.6 |
| Gesamt  | Gesamt      | 130 | 126 | 28.1 | .444 | .285 | .738 | 5.9 | 3.0 | 0.8 | 0.5 | 11.3 |